# Unia Społeczności Islamskich w Szwecji
Unia Społeczności Islamskich w Szwecji (szw. FIFS - Förenade Islamiska Församlingar i Sverige) - najstarsza organizacja muzułmańska w Szwecji.
Powstała w 1972. Jej głównym celem jest reprezentowanie szwedzkiej społeczności muzułmańskiej przed instytucjami państwowymi. Zajmuje się również organizacją uroczystości religijnych, konferencji i zjazdów. Skupia kilkadziesiąt kongregacji, w skład których wchodzą przedstawiciele wielu grup etnicznych, a także przedstawiciele różnych nurtów islamu.
W wyniku sporów o podłożu finansowym w 1982 wyłoniła się z niej Unia Społeczności Muzułmańskich Szwecji.
Jest jedną z trzech szwedzkich organizacji muzułmańskich oficjalnie uznanych przez rząd.